# فرودگاه آملاند
فرودگاه آملاند (به انگلیسی: Ameland Airport) (به زبان بومی: Vliegveld Ameland) یک فرودگاه همگانی باربری است که یک باند فرود چمن دارد و طول باند آن ۸۰۰ متر است. این فرودگاه در کشور هلند قرار دارد و در ارتفاع ۴ متری از سطح دریا واقع شده است.

## شرکت‌های هواپیمایی و مقصدهای پروازی
| شرکت‌های هواپیمایی              | مقصدهای پروازی           |
| ------------------------------ | ------------------------ |
| OFD Ostfriesischer-Flug-Dienst | فصلی: صحرایی برکوم، امدن |